# Uboldo
Uboldo est une commune italienne de la province de Varèse, dans la région Lombardie.

## Toponyme
Provient du nom de personne lombard Ugobaldo (en français Ubald).

## Administration
| Période                                  | Période     | Identité         | Étiquette     | Qualité |
| ---------------------------------------- | ----------- | ---------------- | ------------- | ------- |
| 8 juin 2009                              | 27 mai 2019 | Lorenzo Guzzetti | liste civique | Maire   |
| 27 mai 2019                              | En cours    | Luigi Clerici    | Centro-destra | Maire   |
| Les données manquantes sont à compléter. |             |                  |               |         |

### Hameaux
La commune de comporte pas de subdivision administrative du type frazione, mais quelques hameaux agricoles, à savoir Lazzaretto, la Girola, Madonna del Soccorso, Madonnina, Cascina Malpaga et Boschi.

### Communes limitrophes
| Rescaldina     | Gerenzano |         |
|                | Uboldo    | Saronno |
| Cerro Maggiore |           | Origgio |